# Lichte korstmosuil
De lichte korstmosuil (Bryophila domestica, voorheen geplaatst in geslacht Cryphia) is een nachtvlinder uit de familie Noctuidae, de uilen. De voorvleugellengte bedraagt tussen de 12 en 14 millimeter. De soort komt verspreid over Europa voor. Hij overwintert als rups.

## Waardplanten
De lichte korstmosuil heeft als waardplanten allerlei korstmossen, op muren, daken, rotsen en bomen.

## Voorkomen in Nederland en België
De lichte korstmosuil is in Nederland en België een vrij algemene soort, die verspreid over het hele gebied kan worden gezien. De vlinder kent één generatie die vliegt van begin juni tot en met september.
In het buitenland is deze soort vooral bekend van hoge steile rotsen. Aardig is het daarom dat de rups in 1999 in grote aantallen werd aangetroffen op de koeltoren van de Clauscentrale in Maasbracht.